# Daniel Ceccaldi
Daniel Ceccaldi (n. 25 iulie 1927, Meaux, Île-de-France, Franța – d. 27 martie 2003, Villejuif, Île-de-France, Franța) a fost un actor, scriitor și regizor francez. Era originar din Crécy-la-Chapelle (Seine-et-Marne), unde și-a petrecut copilăria și unde s-a stabilit la sfârșitul vieții.

## Biografie
Daniel Ceccaldi este originar corsicană; tatăl său era funcționar public la Administrația Financiară. Încă din copilărie a fost luat adesea de mama lui la spectacolele de teatru. A frecventat cursurile Liceului Henri-IV din Paris, unde și-a susținut bacalaureatul. A descoperit cu această ocazie comedia, jucând în special în piesa Mizantropul a lui Molière.
A urmat cursurile de teatru susținute de Tania Balachova și a debutat în 1948 în cinematografie cu un rol în filmul Le Diable boiteux, regizat de Sacha Guitry. A obținut primul său rol major în 1954, interpretându-l pe Henric de Anjou în La Reine Margot, alături de Jeanne Moreau. 
Daniel Ceccaldi este celebru pentru interpretarea rolului lui Lucien Darbon, tatăl lui Claude Jade, în filmele lui François Truffaut, Sărutări furate și Domiciliul conjugal. Este, de asemenea, cunoscut pentru rolul escrocului din filmul Puic, Puic, regizat de Jean Girault.
În plus, a mai lucrat cu cineaștii Jacques Becker, Édouard Molinaro, Henri Verneuil, Pascal Thomas și Philippe de Broca. 
S-a implicat și în activitatea regizorală (Jamais avant le mariage în 1982), apoi a jucat mai ales în seriale de televiziune, înainte de a reveni în cinema la sfârșitul anilor 1990.
Daniel Ceccaldi a fost, de asemenea, actor de teatru, distingându-se mai ales, între 1946 și 1997, în piesele bulevardiere. 
A apărut de mai multe ori din 1977 până în 1997 în emisiunea Les Grosses Têtes a lui Philippe Bouvard.
Tată a doi copii : Laurent (născut în 1969) și Laetitia (născută în 1972), a murit de cancer la ficat pe 27 martie 2003 și a fost înmormântat la Meaux.

## Roluri în cinema

### Actor
- 1948 : Le Diable boiteux, regie: Sacha Guitry
- 1949 : Maya, regie: Raymond Bernard
- 1949 : Le Jugement de Dieu, regie: Raymond Bernard : Théobald, trimisul dlui Bernauer și iubitul lui Agnès
- 1951
  - Les miracles n'ont lieu qu'une fois, regie: Yves Allégret : un prieten al lui Jérôme
  - Une histoire d'amour, regie: Guy Lefranc : militarul care trage prost
- 1952 : Deux de l'escadrille, regie: Maurice Labro
- 1953
  - Un trésor de femme, regie: Jean Stelli : medicul
  - Les Amours finissent à l'aube, regie: Henri Calef : Fred, prietenul Charlottei
- 1954
  - Mam'zelle Nitouche, regie: Yves Allégret : al treilea militar rezervist
  - La Reine Margot, regie: Jean Dréville : Henri d'Anjou
- 1955
  - Frou-Frou, regie: Augusto Genina : cavalerul des Grieux
  - Le Fils de Caroline Chérie, regie: Jean-Devaivre : lt. Bogard
  - Nana, regie: Christian-Jaque : lt. Philippe Hugon
  - Les Grandes Manœuvres, regie: René Clair : un ofițer
  - La Madelon, regie: Jean Boyer
- 1956
  - Marie-Antoinette, regie: Jean Delannoy : Drouet
  - La Lumière d'en face, regie: Georges Lacombe : iubitul abandonat
  - Club de femmes, regie: Ralph Habib
  - Mannequins de Paris, regie: André Hunebelle : un prieten al Barbarei
  - Bonsoir Paris, bonjour l'amour, regie: Ralph Baum
  - Les Aventures d'Arsène Lupin, regie: Jacques Becker : Jacques Gauthier
- 1957
  - Élisa,, regie: Roger Richebé : coaforul
  - Miss Pigalle, regie: Maurice Cam : Dominique
- 1959
  - Un martor în oraș (Un témoin dans la ville), regie: Édouard Molinaro : clientul străin
  - La Femme et l'enfant - mediumetraj
  - Le Dialogue des Carmélites, regie: Philippe Agostini și R.L Bruckberger
- 1960
  - Dans la gueule du loup, regie: Jean-Charles Dudrumet : Roger
  - Caroline - scurtmetraj
  - Mourir d'amour, regie: Dany Fog : Richard Lanne
- 1961
  - Les Amours célèbres, film format din scheciuri, regie: Michel Boisrond, inspirat din benzi desenate, regie: Paul Gordeaux, în scheciul Les Comédiennes : Antonio Villa
  - Les lions sont lâchés, regie: Henri Verneuil : Georges Guichard
- 1962
  - Le Voyage à Biarritz, regie: Gilles Grangier : Paul Bonnenfant
  - Les Veinards, regie: Jean Girault, în scheciul Le repas gastronomique : angrosistul
- 1963
  - Les Bricoleurs, regie: Jean Girault : La Banque
  - L'Appartement des filles, regie: Michel Deville : François
  - Pouic-Pouic, regie: Jean Girault : Castelli
  - Les veinards, segmentul Le repas gastronomique

- 1964
  - Omul din Rio (L'Homme de Rio), regia: Philippe de Broca : inspectorul de poliție
  - La Peau douce, regie: François Truffaut : Clément
  - Patate, regie: Robert Thomas : Michel
  - Coplan agent secret FX 18, regie: Maurice Cloche : Noreau
  - Requiem pour un caïd, regie: Maurice Cloche : inspectorul Belin
  - Feu à volonté sau Faites vos jeux mesdames, regie: Marcel Ophüls : Stéphane
  - Les Gros Bras, regie: Francis Rigaud : Giovannelli
  - La Bonne Occase, regie: Michel Drach : vânzătorul
  - Cent briques et des tuiles, regie: Pierre Grimblat : barmanul Léon
- 1965
  - La Grosse Caisse, regie: Alex Joffé : Pignol
  - Le Tonnerre de Dieu, regie: Denys de La Patellière : preotul
  - La Métamorphose des cloportes, regie: Pierre Granier-Deferre : Lescure
  - Un milliard dans un billard, regie: Nicolas Gessner : căpitanul vaporului
  - Le Journal d'une femme en blanc, regie: Claude Autant-Lara : inspectorul Georget
  - Intrigue à Lisbonne (Da 077-Intrigo a Lisboa), regie: Tukio Demicheli : Robert Scott
  - Quand passent les faisans, regie: Édouard Molinaro : Barnave
  - Du rififi à Paname, regie: Denys de La Patellière : agentul Noël
- 1966
  - Le facteur s'en va-t-en guerre, regie: Claude Bernard-Aubert : Cassagne
  - Monsieur le président-directeur général, regie: Jean Girault : Calfarelli
- 1967 : Les Poneyttes, regie: Joël Le Moigné : Letellier
- 1968 : Baisers volés, regie: François Truffaut : dl. Darbon
- 1969
  - Une veuve en or, regie: Michel Audiard : curatorul
- 1970
  - Domiciliul conjugal (Domicile conjugal), regie: François Truffaut : dl. Darbon
  - L'homme qui vient de la nuit remake de Le Chanteur inconnu, regie: Jean-Claude Dague
  - Les Lionnes (La Leonessa), regie: Henry Zaphiratos
  - Ursul și păpușa (L'ours et la poupée), regie: Michel Deville : Ivan
- 1971 : Le Poème de l'élève Mikovsky, regie: Pascal Thomas : supraveghetorul
- 1972
  - L'Amour l'après-midi, regie: Éric Rohmer : Gérard
  - Les Zozos, regie: Pascal Thomas : unchiul Jacques
  - Pas folle la guêpe, regie: Jean Delannoy : Gérard Chardonnet
  - Trop jolies pour être honnêtes, regie: Richard Balducci : locotenentul de marină Jean-Yves Marie Le Gouennec
- 1973
  - Le Complot, regie: René Gainville : Carat
  - Le Concierge, regie: Jean Girault : Paul Raymond
  - La Chute d'un corps, regie: Michel Polac : Alain Renon
  - Pleure pas la bouche pleine, regie: Pascal Thomas : nașul
  - OK patron, regie: Claude Vital : Duguet
  - Les Quatre Charlots mousquetaires, regie: André Hunebelle : regele Ludovic al XIII-lea
  - À nous quatre, Cardinal !, regie: André Hunebelle : regele Ludovic al XIII-lea
  - France société anonyme, regie: Alain Corneau : Michel, agentul guvernamental
- 1974
  - Amore, regie: Henry Chapier : directorul general
  - Le Chaud Lapin, regie: Pascal Thomas : Henri
  - C'est jeune et ça sait tout sau Y'a pas de mal à se faire du bien, regie: Claude Mulot : ambasadorul
  - Un divorce heureux, regie: Henning Carlsen : Antoine
  - Dis-moi que tu m'aimes, regie: Michel Boisrond : Bertrand Danois
- 1975
  - Le Téléphone rose, regie: Édouard Molinaro : Levêgue
  - L'Incorrigible, regie: Philippe de Broca : prefectul poliției
  - Espaces en liberté, scurtmetraj, regie: Gérard Renateau — doar voce
- 1976
  - Le Jouet, regie: Francis Veber : tatăl de familie
  - Le Chasseur de chez Maxim's, regie: Claude Vital : Du Velin
- 1977
  - L'Hôtel de la plage, regie: Michel Lang : Euloge St. Prix
  - Le Maestro, regie: Claude Vital : Hubert
  - Un oursin dans la poche, regie: Pascal Thomas : administratorul teatrului
  - Mort d'un pourri, regie: Georges Lautner : Lucien Lacor
- 1978
  - Confidences pour confidences, regie: Pascal Thomas : Emile Roussel, tatăl
  - Le Temps des vacances, regie: Claude Vital : Norbert
  - Ils sont fous ces sorciers, regie: Georges Lautner : La Palière
  - La Ballade des Dalton, desen animat, regie: René Goscinny și Morris — vocea lui Lucky Luke
- 1979
  - Charles et Lucie, regie: Nelly Kaplan : Charles
  - Tous vedettes, regie: Michel Lang : Jean-Paul
- 1980
  - Une merveilleuse journée, regie: Claude Vital : Felloux
  - Celles qu'on n'a pas eues, regie: Pascal Thomas : Guillaume
- 1981
  - Les Plouffe, regie: Gilles Carle : părintele Alphonse
  - Afacerea Pigot, regie: Alain Delon : inspectorul Coccioli
- 1982
  - Ça va faire mal !, regie: Jean-François Davy : Léopold
  - Jamais avant le mariage — regizor
  - Le Braconnier de Dieu, regie: Jean-Pierre Darras : abatele
- 1983 : Adieu foulards, regie: Christian Lara : Gilbert Carboni
- 1984 : L'Amour en douce, regie: Édouard Molinaro : Maître Ravignac
- 1988 : Les Maris, les Femmes, les Amants, regie: Pascal Thomas : Jacques
- 1990 : Le Rêve du singe fou (El Sueño del mono loco), regie: Fernando Trueba : Julien Legrand
- 1996
  - Liberté, chérie, regie: Jean-Luc Gaget (scurtmetraj)
  - Dieu seul me voit sau Versailles-Chantiers, regie: Bruno Podalydès : președintele secției de votare
- 1997
  - Un grand cri d'amour, regie: Josiane Balasko : Sylvestre
  - Barbara, regie: Nils Malmros : Amiral
- 1999 : Le Fils du Français, regie: Gérard Lauzier : dl. Oliver
- 2000 : Le Vélo de Ghislain Lambert, regie: Philippe Harel : Maurice Focodel
- 2002 : Elle est des nôtres, regie: Siegrid Alnoy : tatăl Christinei

## Regizor
- 1978 : Messieurs les ronds-de-cuir (film TV)
- 1980 : Le Vol d'Icare (film TV)
- 1982 : Jamais avant le mariage

## Roluri în filmele de televiziune
Actor:
- 1958 : La Dame de pique, regie: Stellio Lorenzi
- 1961 : Sans cérémonie, regie: André Pergament
- 1965
  - Le Faiseur, regie: Jean-Pierre Marchand
  - Le train bleu s'arrête 13 fois, regie: Maurice de Canonge, (serial TV) în episodul Monte-Carlo : un mari dangereux
- 1966-1970  : Vive la vie, regie: Joseph Drimal (serial TV de 145 de episoade în 3 sezoane)
- 1967 : Au théâtre ce soir : Ami-ami de Pierre Barillet și Jean-Pierre Grédy, regie: Jacques Mauclair, regie artistică: Pierre Sabbagh, Théâtre Marigny
- 1967 : Au théâtre ce soir : De passage à Paris de Michel André, regie: Jacques-Henri Duval, regie artistică: Pierre Sabbagh, Théâtre Marigny
- 1968 : Le Bourgeois gentilhomme, regie: Pierre Badel (film TV)
- 1969 : Au théâtre ce soir : Une femme ravie de Louis Verneuil, regie: Robert Manuel, regie artistică: Pierre Sabbagh, Théâtre Marigny
- 1969 : Au théâtre ce soir : Bichon de Jean de Létraz, regie: Robert Manuel, regie artistică: Pierre Sabbagh, Théâtre Marigny
- 1969 : Agence Intérim, serial TV de Marcel Moussy și Pierre Neurisse : Max
- 1970 : Au théâtre ce soir : Mary-Mary de Jean Kerr, adaptare: Marc-Gilbert Sauvajon, regie: Jacques-Henri Duval, regie artistică: Pierre Sabbagh, Théâtre Marigny
- 1971 : Au théâtre ce soir : La lune est bleue de Hugh Herbert, adaptare: Jean Bernard-Luc, regie: René Clermont, regie artistică: Pierre Sabbagh, Théâtre Marigny
- 1972 : Au théâtre ce soir : Adorable Julia de Marc-Gilbert Sauvajon, regie: René Clermont, regie artistică: Georges Folgoas, Théâtre Marigny
- 1972
  - Maigret se fâche, regie: François Villiers
  - Ossicum 12, regie: Gérard Herzog
  - Le Nez d'un notaire, regie: Pierre Bureau
  - Le Jeune Fabre, regie: Cécile Aubry
- 1973 : Au théâtre ce soir : Jeux d'esprits de Noël Coward, regie: Jacques François, regie artistică: Georges Folgoas, Théâtre Marigny
- 1974 : Au théâtre ce soir : Giliane ou Comme un oiseau de Ronald Millar și Nigel Balchin, regie: Grégoire Aslan, regie artistică: Georges Folgoas, Théâtre Marigny
- 1974 : Au théâtre ce soir : Folle Amanda de Pierre Barillet și Jean-Pierre Grédy, regie: Jacques Charon, regie artistică: Georges Folgoas, Théâtre Marigny
- 1974 : Le Soldat et la sorcière, regie: Jean-Paul Carrère
- 1978 : Messieurs les ronds-de-cuir, regie: Daniel Ceccaldi
- 1979 : Le Tour du monde en 80 jours, regie: André Flédérick (film TV)
- 1980 : Le Moustique, regie: Maurice Frydland
- 1982 : Mozart, regie: Marcel Bluwal
- 1983 : Quelques hommes de bonne volonté, regie: François Villiers
- 1986 : Les aventuriers du Nouveau-Monde, regie: Allan Kroeker (Baron Armand Griffard de la sourdière)
- 1984 : Lucienne et le boucher, regie: Pierre Tchernia
- 1988 : La Belle Anglaise, regie: Jacques Besnard
- 1989 : Un amour tardif, regie: Patrick Jamain
- 1992 : Feu Adrien Muset, regie: Jacques Besnard
- 1997 : Le Quatrième Roi (Il Quarto re), regie: Stefano Reali
- 1998 : Deux flics, regie: Laurent Heynemann
- 2000 : Julie Lescaut : Marc Vernet, le père de Julie Lescaut
- 2001 : Au bout du quai, regie: Pierre Lary
- 2002 : Hôpital souterrain, regie: Serge Meyn

## Activitatea teatrală

### Dramaturg
- L'Éventail
- Mais qu'est-ce qui fait courir les femmes, la nuit à Madrid ? după Pedro Calderón de la Barca, Festival du Marais (Hôtel d'Aumont), 2 iulie 1972, repus în scenă la Théâtre de l'Athénée în 15 mai 1973

### Actor de comedie
- 1946 : Les Vivants
- 1946 : Ubu roi de Alfred Jarry
- 1947 : L'Amour et son image de Roger Dornes, regie: Douking, Théâtre de l'Œuvre
- 1948 : Lucienne et le boucher de Marcel Aymé, regie: Georges Douking, Théâtre du Vieux-Colombier
- 1951 : Dîner de têtes de Jacques Prévert, regie: Albert Médina, Fontaine des Quatre-Saisons
- 1951 : Mi-figue, mi-raisin de Jean Tardieu, regie: Michel de Ré, Théâtre du Quartier Latin
- 1952 : Antoine et Cléopâtre de William Shakespeare, regie: Jean-Louis Barrault, Théâtre des Célestins
- 1953 : Les Invités du bon Dieu de Armand Salacrou, regie: Yves Robert, Théâtre Saint-Georges
- 1954 : Adorable Julia de Marc-Gilbert Sauvajon și Guy Bolton după Somerset Maugham, regie: Jean Wall, Théâtre du Gymnase
- 1957 : Ne quittez pas... de Marc-Gilbert Sauvajon și Guy Bolton, regie: Marc-Gilbert Sauvajon, Théâtre des Nouveautés
- 1957 : Adorable Julia de Marc-Gilbert Sauvajon și Guy Bolton după Somerset Maugham, regie: Jean Wall, Théâtre du Gymnase
- 1958 : Ami-ami de Pierre Barillet și Jean-Pierre Grédy, regie: Jean Wall, Théâtre Antoine
- 1958 : La Bonne Soupe de Félicien Marceau, regie: André Barsacq, Théâtre du Gymnase
- 1959 : La Copie de Madame Aupic după Gian-Carlo Menotti, adaptare: Albert Husson, regie: Daniel Ceccaldi, Théâtre des Célestins
- 1960 : L'Idiote de Marcel Achard, regie: Jean Meyer, Théâtre Antoine
- 1963 : Laure et les Jacques de Gabriel Arout, regie: Jean Piat, Théâtre Saint-Georges
- 1963 : Des clowns par milliers de Herb Gardner, regie: Raymond Rouleau, Théâtre du Gymnase
- 1963 : L'Âge idiot de Jean Meyer, regie: Maurice Guillaud, Théâtre du Gymnase, théâtre Édouard VII
- 1963 : L'Assassin de la générale de Ladislas Fodor, regie: Jean-Pierre Grenier, Théâtre Michel
- 1965 : Le Boy-Friend de Sandy Wilson, regie: Jean-Christophe Averty et Dirk Sanders, Théâtre Antoine
- 1965 : Comme un oiseau de Ronald Millar și Nigel Balchin, regie: Sacha Pitoëff, Théâtre Antoine
- 1966: Laurette ou l'Amour voleur de Marcelle Maurette și Marc-Gilbert Sauvajon, regie: Pierre Fresnay, Théâtre de la Michodière
- 1967 : Jean de la Lune de Marcel Achard, regie: Jean Piat, Théâtre du Palais-Royal
- 1967 : La Puce à l'oreille de Georges Feydeau
- 1969 : La Puce à l'oreille de Georges Feydeau, regie: Jacques Charon, Théâtre du Palais-Royal
- 1969 : Le monde est ce qu'il est de Alberto Moravia, regie: Pierre Franck, Théâtre des Célestins, Théâtre de l'Œuvre
- 1969 : Domino de Marcel Achard, regie: Pierre Mondy, Théâtre des Variétés
- 1970 : Douce-Amère de Jean Poiret, regie: Jacques Charon, Théâtre de la Renaissance
- 1971 : Folle Amanda de Pierre Barillet și Jean-Pierre Grédy, regie: Jacques Charon, Théâtre des Bouffes-Parisiens
- 1975 : L'Éventail de Carlo Goldoni, regie: Daniel Ceccaldi, Festival du Marais
- 1975 : Peau de vache de Pierre Barillet și Jean-Pierre Grédy, regie: Jacques Charon, Théâtre de la Madeleine
- 1979 : Le Tour du monde en quatre-vingts jours de Pavel Kohout după Jules Verne, regie: Jacques Rosny, Théâtre des Célestins
- 1987 : Thomas More ou l'homme seul de Robert Bolt, regie: Jean-Luc Tardieu, Espace 44 Nantes
- 1990 : Amadeus de Peter Shaffer, regie: Jean-Luc Tardieu, Maison de la Culture de Loire-Atlantique Nantes, Théâtre Montparnasse în 1991
- 1991 : Enfin seuls ! de Lawrence Roman, regie: Michel Fagadau, Théâtre Saint-Georges

### Regizor
- 1959 : La Copie de Madame Aupic după Gian-Carlo Menotti, adaptare de Albert Husson, Théâtre Fontaine, Théâtre des Célestins
- 1961 : Adélaïde de Jean-Louis Curtis, Théâtre des Ambassadeurs
- 1975 : L'Éventail de Carlo Goldoni, Hôtel d'Aumont (Festival du Marais)
- 1980 : ... Diable d'homme ! de Robert Lamoureux, Théâtre des Bouffes-Parisiens

## Dublaj de voce
Daniel Ceccaldi a dublat vocea păsării Antivol în serialul de televiziune pentru copii L'Île aux enfants și a lui Lucky Luke în la Ballade des Dalton.

## Legături externe
- Daniel Ceccaldi la Internet Movie Database